# El Ampurdán

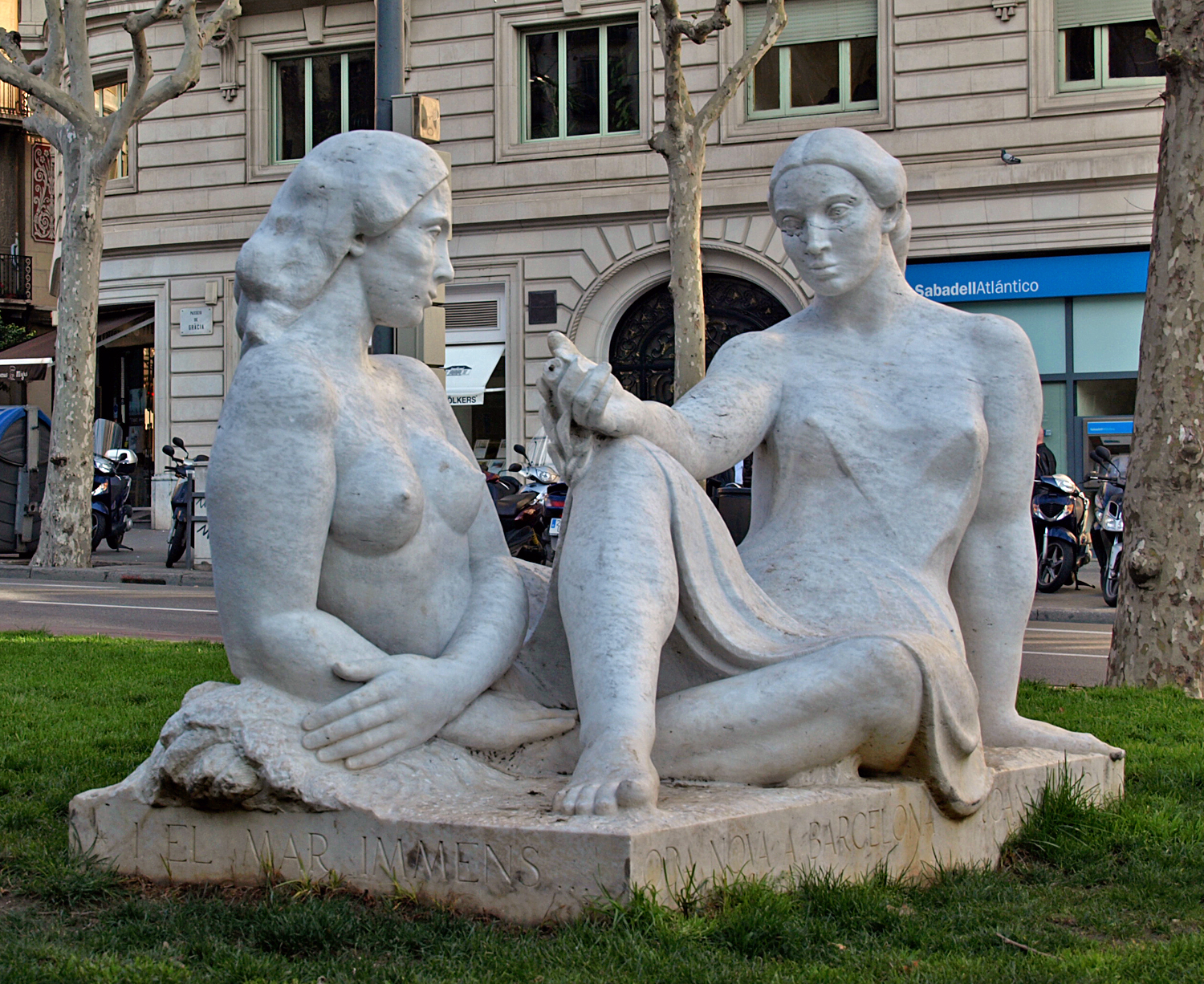
El Ampurdán expuesta en los Jardines de Salvador Espriu.

El Ampurdán (en catalán, L'Empordà) es una escultura del artista catalán Ernest Maragall Noble creada en 1961.

## Historia
El Ampurdán es una escultura de mármol blanco realizada por Ernest Maragall, hijo del destacado poeta español Joan Maragall, en 1961 durante la celebración del centenario de su nacimiento. La obra fue ubicada en los Jardines de Salvador Espriu de la ciudad de Barcelona (España) e inaugurada el 11 de diciembre de ese mismo año por el alcalde José María de Porcioles, junto al artista y con la presencia del destacado pedagogo, investigador y escritor Pau Vila.
La obra acarreó muchas críticas por parte de sectores conservadores al tratarse de dos mujeres semidesnudas sentadas una frente a otra, como ya ocurrió anteriormente con los monumentos de la Plaza Cataluña. Años más tarde, los detractores de la escultura de Maragall tuvieron la oportunidad de apartar la polémica escultura hasta el límite de la ciudad, en el Parque Cervantes que limita con el municipio de Esplugas de Llobregat, debido a unas obras que se estaban realizando en el subsuelo de su emplazamiento original. A pesar de las numerosas peticiones que realizó Ernest Maragall para que la obra fuera devuelta a su lugar, el artista no pudo lograr su objetivo hasta en 1985, cuando su sobrino Pasqual Maragall fue alcalde de Barcelona.